# Aulacopalpus clypealis
Aulacopalpus clypealis är en skalbaggsart som beskrevs av Ohaus 1905. Aulacopalpus clypealis ingår i släktet Aulacopalpus och familjen Rutelidae. Inga underarter finns listade.